# Marie Anna Habsburská (1634–1696)
Marie Anna Habsburská (24. prosince 1634, Vídeň – 16. května 1696, Madrid) byla královna španělská, neapolská a sicilská. Původem rakouská arcivévodkyně z habsburské dynastie tyto hodnosti získala roku 1649 sňatkem s králem Filipem IV. Španělským, svým strýcem a rovněž Habsburkem. Po smrti manžela vládla v letech 1665–1675 jako regentka za nezletilého syna Karla II. Španělského.

## Původ
Arcivévodkyně Marie Anna byla nejstarší dcerou Ferdinanda III. a jeho první manželky Marie Anny, oba rodiče náleželi k vládnoucímu domu Habsburků – otec pocházel z rakouské větve a matka ze španělské. Ferdinand III. se narodil z prvního manželství císaře Ferdinanda II. s Marií Annou Bavorskou. Matka Marie Anna byla dcerou španělského krále Filipa III. a jeho manželky Markéty Rakouské.
Otec se v roce 1637 stal císařem Svaté říše římské a králem českým, uherským a chorvatským.
Druhorozená Marie Anna měla čtyři mladší sourozence a staršího bratra, následníka trůnu Ferdinanda. Z mladších sourozenců se dospělosti dožil pouze Leopold, který se po smrti svého staršího bratra Ferdinanda, stal císařem a králem v dědičných habsburských zemích jako Leopold I., jehož první ženou se stala Mariina nejstarší dcera Markéta Tereza.
Dalšími Mariinými přeživšími sourozenci, z otcových následujících manželství, byli biskup Karel I. Josef, polská královna Eleonora Marie Josefa a vévodkyně Marie Anna Josefa.

## Život
8. listopadu 1649 byla provdána za svého strýce Filipa. Filip IV. byl bratrem Mariiny matky a jeho první manželka Izabela Bourbonská zemřela roku 1644 a po smrti následníka trůnu Baltazara Karla neměli Habsburkové mužského následníka španělského trůnu.
Marie Anna dala život hned třem synům, v roce 1657 Filipovi, o rok později Tomášovi, oba chlapci však již v útlém věku zemřeli. V roce 1661 se narodil třetí syn Karel, poslední španělský král z rodu Habsburků, za něhož Marie po manželově smrti v roce 1665 vládla. Malý Karel se stal novým panovníkem španělské říše, ke které patřila i Neapol, Milán, Sardinie, Sicílie, Filipíny a rozsáhlá území v Americe. Marie Anna se snažila sblížit španělské Habsburky s Habsburky rakouskými a narušit tak dosavadní křehké spojenectví Španělska s Francií. V opozici se tak ocitli přívrženci španělsko-francouzské koalice, v jejichž čele stál nemanželský syn zemřelého Filipa IV. a bratr dospívajícího Karla, don Juan José de Austria. Ten se dostal roku 1677 k moci, plně mladičkého Karla II. ovládl a Marii Annu vyhnal do Toleda. Roku 1679 ale don Juan José de Austria náhle zemřel a Karlova matka se znovu dostala k moci.
Karel byl dvakrát ženat, ale ani v jednom manželství nezplodil potomka a kvůli jeho dlouhodobě špatnému zdravotnímu stavu byla již za jeho života těžce řešena otázka nástupnictví. Karlova druhá manželka Marie Anna Falcko-Neuburská prosazovala svého synovce Karla Habsburského, zatímco Karlova matka bojovala za syna své vnučky, malého Josefa Ferdinanda Bavorského. Matka nakonec zvítězila a Karel II. podepsal roku 1696 závěť ve prospěch Josefa Ferdinanda. Toho roku však Marie Anna Habsburská zemřela a v následujícím roce byl Karel svou manželkou donucen napsat dopis císaři, v němž ho ujistil, že následníkem bude arcivévoda Karel Habsburský. Krátce před Karlovou smrtí však primas Luís Manuel Fernández de Portocarrero krále přesvědčil, aby sepsal závěť ve prospěch francouzského kandidáta Filipa z Anjou. Žádná ze stran se nechtěla vzdát svých nároků, po smrti Karlově (1. listopadu 1700) tak vypukla válka o španělské dědictví.

## Děti
- 1. Markéta Tereza (12. 7. 1651 Madrid – 12. 3. 1673 Vídeň)[1]
⚭ 1666 Leopold I. (9. 6. 1640 Vídeň – 5. 5. 1705), císař Svaté říše římské v letech 1658–1705 a král český a uherský v letech 1657–1705[2]
- 2. Marie (7. 12. 1655 Madrid – 21. 12. 1655 tamtéž)[3]
- 3. Filip Prospéro (28. 11. 1657 Madrid – 1. 11. 1661 tamtéž), kníže z Asturie [4]
- 4. Tomáš Karel (23. 12. 1658 Madrid – 22. 10. 1659 tamtéž)[5]
- 5. Karel (6. 11. 1661 Madrid – 1. 11. 1700 tamtéž), jako Karel II. král španělský, neapolský a sicilský od roku 1665 až do své smrti[6]
I. ⚭ 1679 Marie Louisa Orleánská (27. 3. 1662 Paříž – 12. 2. 1689 Madrid), rodem orleánská vévodkyně[7]
II. ⚭ 1690 Marie Anna Falcko-Neuburská (28. 10. 1667 Düsseldorf – 16. 7. 1740 Guadalajara)[8]

## Vývod z předků
|                         |                           |  |          |                          |  |  |  |  |  |  |  | Ferdinand I. Habsburský |
|                         |                           |  |          |                          |  |  |  |  |  |  |  |                         |
|                         | Karel II. Štýrský         |  |          |                          |  |  |  |  |  |  |  |                         |
|                         |                           |  |          |                          |  |  |  |  |  |  |  |                         |
|                         |                           |  |          | Anna Jagellonská         |  |  |  |  |  |  |  |                         |
|                         |                           |  |          |                          |  |  |  |  |  |  |  |                         |
|                         | Ferdinand II. Habsburský  |  |          |                          |  |  |  |  |  |  |  |                         |
|                         |                           |  |          |                          |  |  |  |  |  |  |  |                         |
|                         |                           |  |          | Albrecht V. Bavorský     |  |  |  |  |  |  |  |                         |
|                         |                           |  |          |                          |  |  |  |  |  |  |  |                         |
|                         | Maria Anna Bavorská       |  |          |                          |  |  |  |  |  |  |  |                         |
|                         |                           |  |          |                          |  |  |  |  |  |  |  |                         |
|                         |                           |  |          | Anna Habsburská          |  |  |  |  |  |  |  |                         |
|                         |                           |  |          |                          |  |  |  |  |  |  |  |                         |
|                         | Ferdinand III. Habsburský |  |          |                          |  |  |  |  |  |  |  |                         |
|                         |                           |  |          |                          |  |  |  |  |  |  |  |                         |
|                         |                           |  |          | Albrecht V. Bavorský     |  |  |  |  |  |  |  |                         |
|                         |                           |  |          |                          |  |  |  |  |  |  |  |                         |
|                         | Vilém V. Bavorský         |  |          |                          |  |  |  |  |  |  |  |                         |
|                         |                           |  |          |                          |  |  |  |  |  |  |  |                         |
|                         |                           |  |          | Anna Habsburská          |  |  |  |  |  |  |  |                         |
|                         |                           |  |          |                          |  |  |  |  |  |  |  |                         |
|                         | Marie Anna Bavorská       |  |          |                          |  |  |  |  |  |  |  |                         |
|                         |                           |  |          |                          |  |  |  |  |  |  |  |                         |
|                         |                           |  |          | František I. Lotrinský   |  |  |  |  |  |  |  |                         |
|                         |                           |  |          |                          |  |  |  |  |  |  |  |                         |
|                         | Renata Lotrinská          |  |          |                          |  |  |  |  |  |  |  |                         |
|                         |                           |  |          |                          |  |  |  |  |  |  |  |                         |
|                         |                           |  |          | Kristina Dánská          |  |  |  |  |  |  |  |                         |
|                         |                           |  |          |                          |  |  |  |  |  |  |  |                         |
| 'Marie Anna Habsburská' |                           |  |          |                          |  |  |  |  |  |  |  |                         |
|                         |                           |  |          |                          |  |  |  |  |  |  |  |                         |
|                         |                           |  | Karel V. |                          |  |  |  |  |  |  |  |                         |
|                         |                           |  |          |                          |  |  |  |  |  |  |  |                         |
|                         | Filip II. Španělský       |  |          |                          |  |  |  |  |  |  |  |                         |
|                         |                           |  |          |                          |  |  |  |  |  |  |  |                         |
|                         |                           |  |          | Isabela Portugalská      |  |  |  |  |  |  |  |                         |
|                         |                           |  |          |                          |  |  |  |  |  |  |  |                         |
|                         | Filip III. Španělský      |  |          |                          |  |  |  |  |  |  |  |                         |
|                         |                           |  |          |                          |  |  |  |  |  |  |  |                         |
|                         |                           |  |          | Maxmilián II. Habsburský |  |  |  |  |  |  |  |                         |
|                         |                           |  |          |                          |  |  |  |  |  |  |  |                         |
|                         | Anna Habsburská           |  |          |                          |  |  |  |  |  |  |  |                         |
|                         |                           |  |          |                          |  |  |  |  |  |  |  |                         |
|                         |                           |  |          | Marie Španělská          |  |  |  |  |  |  |  |                         |
|                         |                           |  |          |                          |  |  |  |  |  |  |  |                         |
|                         | Marie Anna Španělská      |  |          |                          |  |  |  |  |  |  |  |                         |
|                         |                           |  |          |                          |  |  |  |  |  |  |  |                         |
|                         |                           |  |          | Ferdinand I. Habsburský  |  |  |  |  |  |  |  |                         |
|                         |                           |  |          |                          |  |  |  |  |  |  |  |                         |
|                         | Karel II. Štýrský         |  |          |                          |  |  |  |  |  |  |  |                         |
|                         |                           |  |          |                          |  |  |  |  |  |  |  |                         |
|                         |                           |  |          | Anna Jagellonská         |  |  |  |  |  |  |  |                         |
|                         |                           |  |          |                          |  |  |  |  |  |  |  |                         |
|                         | Markéta Habsburská        |  |          |                          |  |  |  |  |  |  |  |                         |
|                         |                           |  |          |                          |  |  |  |  |  |  |  |                         |
|                         |                           |  |          | Albrecht V. Bavorský     |  |  |  |  |  |  |  |                         |
|                         |                           |  |          |                          |  |  |  |  |  |  |  |                         |
|                         | Marie Bavorská            |  |          |                          |  |  |  |  |  |  |  |                         |
|                         |                           |  |          |                          |  |  |  |  |  |  |  |                         |
|                         |                           |  |          | Anna Habsburská          |  |  |  |  |  |  |  |                         |
|                         |                           |  |          |                          |  |  |  |  |  |  |  |                         |